# Oxira coenostola
Oxira coenostola är en fjärilsart som beskrevs av Charles Boursin 1948. Oxira coenostola ingår i släktet Oxira och familjen nattflyn. Inga underarter finns listade i Catalogue of Life.